# Milano-Sanremo 2020
La Milano-Sanremo 2020, centoundicesima edizione della corsa e valida come ottava prova dell'UCI World Tour 2020 categoria 1.UWT, si svolse l'8 agosto 2020 su un percorso di 305 km, con partenza da Milano e arrivo a Sanremo, in Italia. La vittoria fu appannaggio del belga Wout Van Aert, il quale completò il percorso in 7h16'09", alla media di 41,958 km/h, precedendo il francese Julian Alaphilippe e l'australiano Michael Matthews.
Sul traguardo di Sanremo 149 ciclisti, su 162 partiti da Milano, portarono a termine la competizione.

## Squadre e corridori partecipanti
| N.      | Cod. | Squadra                     |
| ------- | ---- | --------------------------- |
| 1-6     | DQT  | Deceuninck-Quick Step       |
| 11-16   | ALM  | AG2R La Mondiale            |
| 21-26   | AFC  | Alpecin-Fenix               |
| 31-36   | ANS  | Androni Giocattoli-Sidermec |
| 41-46   | AST  | Astana Pro Team             |
| 51-56   | TBM  | Bahrain-McLaren             |
| 61-66   | BCF  | Bardiani-CSF-Faizanè        |
| 71-76   | BOH  | Bora-Hansgrohe              |
| 81-86   | CCC  | CCC Team                    |
| 91-96   | CWG  | Circus-Wanty Gobert         |
| 101-106 | COF  | Cofidis                     |
| 111-116 | EF1  | EF Pro Cycling              |
| 121-126 | GAZ  | Gazprom-RusVelo             |
| 131-136 | GFC  | Groupama-FDJ                |

| N.      | Cod. | Squadra                |
| ------- | ---- | ---------------------- |
| 141-146 | ISN  | Israel Start-Up Nation |
| 151-156 | LTS  | Lotto Soudal           |
| 161-166 | MTS  | Mitchelton-Scott       |
| 171-176 | MOV  | Movistar Team          |
| 181-186 | NTT  | NTT Pro Cycling Team   |
| 191-196 | ARK  | Team Arkéa-Samsic      |
| 201-206 | INS  | Team Ineos             |
| 211-216 | TJV  | Team Jumbo-Visma       |
| 221-226 | SUN  | Team Sunweb            |
| 231-236 | TDE  | Total Direct Énergie   |
| 241-246 | TFS  | Trek-Segafredo         |
| 251-256 | UAD  | UAE Team Emirates      |
| 261-266 | THR  | Vini Zabù KTM          |

## Percorso
Questa edizione, a causa della pandemia di COVID-19 e del conseguente rinvio all'8 agosto (inizialmente prevista per il 21 marzo), si svolse su un percorso modificato rispetto a quello usuale.
A causa della concomitanza del periodo vacanziero con la particolare congestione della viabilità delle autostrade liguri dell'estate 2020, i sindaci dei comuni costieri della provincia di Savona optarono per negare il transito della corsa, che avrebbe inevitabilmente comportato la chiusura dell'Aurelia e ulteriori grossi disagi per la viabilità. Il percorso venne quindi modificato, il classico passaggio sul passo del Turchino eliminato e la corsa venne fatta passare attraverso la Lomellina, il Monferrato, le Langhe e l'alta valle del Tanaro. Le prime asperità del nuovo tracciato furono la salita di Niella Belbo e l'inedita scalata che da Ormea porta al Colle di Nava, che con i suoi 936 metri fu il punto più elevato della corsa; successivamente, la corsa affrontò la discesa molto tecnica fino a Pieve di Teco, dove risalì fino al lungo tunnel che immette nella valle Impero, da dove ridiscese fluida fino a Imperia. Qui la corsa riprese il tracciato abituale per affrontare prima la Cipressa e poi il Poggio, con l'arrivo a Sanremo in via Roma dopo 305 km di corsa. Aggiungendo gli 11 km che i corridori percorsero in trasferimento prima della partenza dal Castello Sforzesco, lungo i navigli, fino ad Abbiategrasso, punto del via ufficiale, si arrivò a 316 km, distanza record assoluta per tutto il ciclismo moderno.

## Ordine d'arrivo (Top 10)
| Pos. | Corridore          | Squadra    | Tempo    |
| ---- | ------------------ | ---------- | -------- |
| 1    | Wout Van Aert      | Jumbo      | 7h16'09" |
| 2    | Julian Alaphilippe | Deceuninck | s.t.     |
| 3    | Michael Matthews   | Sunweb     | a 2"     |
| 4    | Peter Sagan        | Bora       | s.t.     |
| 5    | Giacomo Nizzolo    | NTT        | s.t.     |
| 6    | Dion Smith         | Mitchelton | s.t.     |
| 7    | Alex Aranburu      | Astana     | s.t.     |
| 8    | Greg Van Avermaet  | CCC        | s.t.     |
| 9    | Philippe Gilbert   | Lotto      | s.t.     |
| 10   | Matej Mohorič      | Bahrain    | s.t.     |